# Laura Trott (femme politique)
Pour les articles homonymes, voir Laura Trott et Trott.
Laura Trott, née le 7 décembre 1984 à Oxted, est une femme politique britannique du Parti conservateur, qui est députée pour Sevenoaks depuis 2019.
Avant sa carrière parlementaire, Trott travaille pour Portland Communications et comme conseillère spéciale.

## Jeunesse et carrière
Elle grandit à Oxted, Surrey, Angleterre. Elle étudie l'histoire et l'économie au Pembroke College d'Oxford,. Elle est ensuite devenue consultante en stratégie chez Booz & Company.

## Carrière politique
Elle est conseillère du Parti conservateur pour Frognal et Fitzjohns sur le Camden London Borough Council entre 2010 et 2014.
En janvier 2009, elle est devenue conseillère politique des conservateurs. Trott est ensuite devenue conseiller spécial du ministre du Cabinet de l'époque, Francis Maude en mai 2010, chargé de la politique politique et des médias, puis est promue chef de cabinet. Elle est ensuite nommée conseillère politique au sein de l'unité politique numéro 10, responsable de l'éducation et de la politique familiale sous le Premier ministre d'alors, David Cameron. Elle a inspiré la politique de garde d'enfants en franchise d'impôt du parti. Après les élections générales de 2015, elle est promue directrice de la communication stratégique. Elle reçoit un MBE dans les honneurs de la démission de Cameron en 2016 pour sa fonction politique et publique. Après l'élection de la première ministre Theresa May, elle quitte le gouvernement et est devenue associée au cabinet de conseil politique et de relations publiques Portland Communications en septembre 2017.
Elle est choisie comme candidate du parti conservateur pour Sevenoaks dans le Kent le 10 novembre 2019. C'est un siège conservateur théoriquement sûr, ayant élu un membre du parti depuis 1924, et était auparavant représenté par l'ancien Secrétaire d'État à la Défense Michael Fallon. Elle est élue députée de Sevenoaks lors des élections générales de 2019 avec une majorité de 20818 voix (40,9 %). Elle est la première femme à représenter la circonscription.
Lors du scrutin du projet de loi d'initiative parlementaire, elle est la députée conservatrice la mieux classée, ce qui garantissait que son projet de loi serait débattu au Parlement,. Elle a présenté son projet de loi le 5 février 2020, qui vise à restreindre l'accès à la toxine botulique et aux techniques cosmétiques de remplissage pour les moins de 18 ans.
Elle est sous-secrétaire d’État aux Pensions du 27 octobre 2022 au 13 novembre 2023, puis secrétaire en chef du Trésor du 13 novembre 2023 au 5 juillet 2023 dans le gouvernement Sunak.
Elle soutient Kemi Badenoch lors de l'élection à la direction du Parti conservateur de 2024.

## Vie privée
Trott a une fille et des fils jumeaux. Son mari est associé chez PricewaterhouseCoopers,.